# 바루크 계획
바루크플랜 또는 버루크플랜(Baruch Plan)은 1946년 6월 14일 미국 정부가 UNAEC(United Nations Atomic Energy Commission)의 첫 번째 회의에서 제시한 제안이다. 버나드 바루크는 1946년 3월 애치슨–릴리엔탈 보고서(Acheson–Lilienthal Report)를 기반으로 제안서의 대부분을 작성했다. (미국, 영국, 캐나다는 원자력 사용을 규제하기 위해 국제 기구를 요청했고, 트루먼 대통령은 국무부 차관 딘 애치슨과 데이비드 E. 릴리엔탈에게 계획을 작성하도록 요청함으로써 응답했다.) 이 계획이 미국의 핵 독점을 보존할 것을 두려워한 소련은 1946년 12월 유엔 안전보장이사회에서 바루크 버전의 제안을 승인하지 않았고, 핵무기 경쟁의 냉전 국면이 뒤따랐다.

## 같이 보기
- 냉전
- 국제열핵융합실험로
- 핵 군비 경쟁
- 러셀-아인슈타인 선언